# Pulsbreddsförhållande
Med pulsbreddsförhållande menar man tidsförhållandet mellan då en elektrisk signal är hög och när den är låg. Om man sedan medelvärdesbildar denna signal med hjälp av en spole och en kondensator får man en DC-spänning som är direkt proportionell mot pulsbreddsförhållandet.